# Наталія Вайт
Наталія Вайт (англ. Natalliah Whyte; нар. 9 серпня 1997) — ямайська легкоатлетка, яка спеціалізується в спринтерських дисциплінах, чемпіонка світу та юнацьких Олімпійських ігор.
На чемпіонаті світу-2019 здобула «золото» в естафеті 4×100 метрів.